# Alfredo Woodward
Alfredo Woodward, fue un futbolista argentino, que se desempeñó en Rosario Central. Jugaba como delantero y su hermano Charles también fue futbolista del mismo club.

## Carrera
Woodward tuvo su debut en el primer equipo centralista en 1912, disputando la Liga Rosarina de Football. Se desempeñaba como puntero tanto por el sector derecho como por el izquierdo. Marcó su primer gol ante Argentino (actual Gimnasia de Rosario) el 4 de agosto, en el triunfo de su equipo 2-1. Cuando promediaba el torneo, este se interrumpió debido a la desavenencia entre los dirigentes de los clubes; se produjo un cisma que dio a luz a la Federación Rosarina de Football, a la cual se afilió Rosario Central, ganando la liga de 1913. 
Sin embargo, el logro más importante en esa temporada terminaría siendo la conquista del primer título a nivel nacional para Rosario Central: la Copa de Competencia de la Federación Argentina de Football.

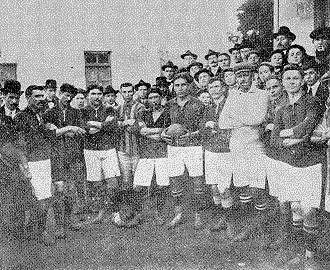
Rosario Central en 1914. En la última fila, de izquierda a derecha: Juan Díaz, Pablo Molina, Ignacio Rota, Mario Barbieri, Juan Sánchez, Zenón Díaz, Harry Hayes, Serapio Acosta, José Fuggini, Alfredo Woodward, Pedro Wilson.

Con la reunificación de la Liga Rosarina central, afianzó su predominio futbolístico, obteniendo el título en cuatro temporadas consecutivas.
En dicho período también se consagró campeón en otras tres competencias nacionales: la Copa Dr. Carlos Ibarguren 1915 y las copas de Honor y Competencia Jockey Club 1916. En la primera de ellas, Woodward marcó el gol que puso el 3-1 definitivo para la victoria en el encuentro decisivo ante Racing Club en tiempo suplementario, partido jugado el 30 de abril de 1916 en el estadio de Gimnasia de Buenos Aires.
Tuvo su última participación en 1919, cuando Rosario Central se alzó con un nuevo título de Copa Vila. Su estadística marca que disputó al menos 46 partidos con 19 tantos registrados, teniendo en cuenta que no se poseen datos completos de aquella época.
Una vez retirado, continuó en el club colaborando en diversos trabajos; en la década de 1940 integró como vocal suplente la comisión directiva encabezada por José B. Quintana.

## Clubes
| Club            | País      | Año       |
| --------------- | --------- | --------- |
| Rosario Central | Argentina | 1912-1919 |

## Palmarés

### Torneos nacionales
| Equipo          | País      | Título                          | Año  |
| --------------- | --------- | ------------------------------- | ---- |
| Rosario Central | Argentina | Copa de Competencia             | 1913 |
| Rosario Central | Argentina | Copa Dr. Carlos Ibarguren       | 1915 |
| Rosario Central | Argentina | Copa de Honor                   | 1916 |
| Rosario Central | Argentina | Copa de Competencia Jockey Club | 1916 |

### Torneos regionales
| Equipo          | País      | Título                          | Año  |
| --------------- | --------- | ------------------------------- | ---- |
| Rosario Central | Argentina | Federación Rosarina de Football | 1913 |
| Rosario Central | Argentina | Copa Nicasio Vila               | 1914 |
| Rosario Central | Argentina | Copa Damas de Caridad           | 1914 |
| Rosario Central | Argentina | Copa Nicasio Vila               | 1915 |
| Rosario Central | Argentina | Copa Damas de Caridad           | 1915 |
| Rosario Central | Argentina | Copa Nicasio Vila               | 1916 |
| Rosario Central | Argentina | Copa Damas de Caridad           | 1916 |
| Rosario Central | Argentina | Copa Nicasio Vila               | 1917 |